# 天倫燃氣
中國天倫燃氣控股有限公司，簡稱中國天倫燃氣控股、天倫燃氣控股，以及天倫燃氣（英語：China Tian Lun Gas Holdings Limited，港交所：1600），在2002年，由張瀛岑（董事長）於河南鶴壁市成立「鶴壁市天倫燃氣有限公司」，現時總部位於鄭州。
業務在中國內地經營城市燃气运营、气源基地、分布式能源、加气站运营等。
該股份在2010年11月10日於港交所主板上市。招股價為2.05港元，全球發售為199,500,000股，集資額為4.089億港元。
2019年12月9日，公司發佈公告稱，河南鄉鎮煤改氣項目獲得亞洲開發銀行貸款。公司表示，亞洲開發銀行已批准一項3億美元規模的國家主權貸款，以中原豫資投資控股集團為貸款主體，並專項用於河南省清潔燃料轉換項目，有關項目將由省級政府投資之中原豫資投資控股集團與公司及關聯方聯合組建的豫天新能源有限公司實施。通過亞洲開發銀行之資金支持，可充實43億元人民幣規模的河南省鄉鎮煤改氣項目投資，在2023年覆蓋河南省鄉鎮煤改氣住宅用戶120萬戶，未來亞洲開發銀行計劃給予進一步資金支持，可在2030年覆蓋450萬戶河南鄉鎮煤改氣住宅用戶的項目投資。

## 連結
- tianlungas.com （页面存档备份，存于）